# Sainte-Lucie-de-Beauregard
Sainte-Lucie-de-Beauregard est une municipalité du Québec (Canada), située la MRC de Montmagny dans la Chaudière-Appalaches.

## Toponymie
Le nom Sainte-Lucie-de-Beauregard a une origine multiple, la paroisse a été mis sous le patronage de sainte Lucie ou sainte Luce en l'honneur de la mère du cardinal Louis-Nazaire Bégin, née Luce Paradis. Quant à l'élément Beauregard, il a été ajouté au nom de la municipalité en souvenir du marquis Costa de Beauregard, le cardinal Bégin l'ayant connu à l'époque de ses études à Rome.

## Histoire
Les premiers colons du territoire arrivent en 1905 et 1906, la plupart viennent de la Beauce et de La Malbaie. En 1911, la mission de Sainte-Lucie-de-Rivière-Noire-Nord-Ouest. En 1916, le premier premier résident est nommé, le 26 février de la même année la municipalité de canton de Talon-Partie-Sud-Ouest est constituée (c'est l'actuelle Lac-Frontière). le 9 juin 1924 a lieu l'érection canonique de la paroisse de Sainte-Lucie. Le 18 a lieu le détachement de la paroisse de Sainte-Lucie-de-Beauregard à la municipalité de canton de Talon-Partie-Sud-Ouest. La caisse populaire de Sainte-Lucie-de-Beauregard est fondée le 18 mai 1946.

### Chronologie
- 19 novembre 1924 : érection de la municipalité de Sainte-Lucie-de-Beauregard par scission de la municipalité du canton de Talon-Partie-Sud-Est.

## Géographie
la Petite rivière Noire, qui coule du sud vers le nord, et la rivière Gauthier, qui coule du nord au sud, ont leur confluence au nord-ouest, d'où la rivière Noire Nord-Ouest traverse la municipalité vers le sud-est.
Les rivières William et Petite rivière William, qui coulent vers le nord, ont leur crénon au nord-est de la municipalité et la rivière Leverrier touche la limite sud-est.

## Démographie
| 1921  | 1931 | 1941 | 1951 | 1956 | 1961 |
| ----- | ---- | ---- | ---- | ---- | ---- |
| 1 046 | 311  | 476  | 621  | 675  | 676  |

| 1966 | 1971 | 1976 | 1981 | 1986 | 1991 |
| ---- | ---- | ---- | ---- | ---- | ---- |
| 629  | 565  | 454  | 457  | 423  | 403  |

| 1996 | 2001 | 2006 | 2011 | 2016 | 2021 |
| ---- | ---- | ---- | ---- | ---- | ---- |
| 408  | 352  | 336  | 304  | 280  | 275  |

## Administration
Les élections municipales se font en bloc pour le maire et les six conseillers.
| Sainte-Lucie-de-Beauregard Maires depuis 2001                                                                        |                 |         |          |
| Élection | Maire           | Qualité | Résultat |
| 2001 | Pierre Lachance |         | Voir     |
| 2005 | Louis Lachance  |         | Voir     |
| 2009 | Louis Lachance  | Voir    |          |
| 2013 | Louis Lachance  | Voir    |          |
| 2017 | Louis Lachance  | Voir    |          |
| 2021 | Louis Lachance  | Voir    |          |
| Élection partielle en italique Depuis 2005, les élections sont simultanées dans toutes les municipalités québécoises |                 |         |          |